# Athripsodes caparti
Athripsodes caparti är en nattsländeart som först beskrevs av Jacquemart 1963.  Athripsodes caparti ingår i släktet Athripsodes och familjen långhornssländor. Inga underarter finns listade i Catalogue of Life.